# Fregaty typu Leander
Fregaty typu Leander – brytyjskie fregaty, które zaczęły wchodzić w skład Royal Navy od 1963. Łącznie zbudowano 26 jednostek w trzech wersjach produkcyjnych. W ramach licencji okręty budowano w Australii (6 jako typ River), Holandii (6 jako typ Van Speijk) i Indiach (6 Nilgiri i 3 Godavari).

## Historia
Fregaty typu Leander zostały opracowane na podstawie fregat typu 12 należących do podtypów Rothesay i Whitby. Pierwsze 4 jednostki typu Leander zaczęto budować jako okręty należące do typu już istniejących fregat. Dopiero w 1960 ogłoszono decyzję o powstaniu nowego typu okrętów, który klasyfikowano jako zmodernizowana wersję fregat typu 12. Okręty były budowane w trzech podstawowych wersjach, które w czasie służby podlegały ciągłym zmianom i modernizacjom.

## Wersje
- Batch 1 – pierwsza seria okrętów składająca się z 8 jednostek które wchodziły do służby w latach 1963–1965. Okręty powstały w wersji wielozadaniowej co miało być rozwiązaniem ekonomiczniejszym od budowanych wcześniej specjalistycznych fregatach. Na okrętach zwrócono uwagę na poprawę warunków bytowych załogi m.in. przez powiększenie kabin i dodanie klimatyzacji. Nowością było także przystosowanie okrętów do bazowania na pokładzie śmigłowca. Główne uzbrojenie okrętu które składało się początkowo z dwóch dział kaliber 114 mm podczas modernizacji zastąpiono wyrzutnia rakietotorped przeznaczonych do zwalczania okrętów podwodnych. W ramach modernizacji zamiast dział przeciwlotniczych kaliber 40 mm zainstalowano wyrzutnie pocisków przeciwlotniczych krótkiego zasięgu Sea Cat.
- Batch 2 – druga seria okrętów składająca się z 8 jednostek które wchodziły do służby w latach 1966–1967. Głównym przeznaczeniem okrętów było zwalczanie okrętów podwodnych. W stosunku do pierwszej wersji główna różnicą było zastosowanie zmodernizowanej jednostki napędowej. Podczas modernizacji w miejsce działa 114 mm zamontowano wyrzutnię pocisków przeciwokrętowych MM-38 Exocet. Dodano także wyrzutnię pocisków przeciwlotniczych Sea Cat i 6 wyrzutni torpedowych. Lądowisko dla śmigłowca uległo poszerzeniu aby mogły z niego operować śmigłowce Westland Lynx.
- Batch 3 – trzecia seria okrętów składająca się z 10 jednostek, które wchodziły do służby w latach 1968–1973. Podstawową różnicą w stosunku do poprzednich wersji było zwiększenie szerokości kadłuba do 13,1 m w celu zwiększenia miejsca wewnątrz okrętu i poprawy jego stateczności. Na pięciu jednostkach serii usunięto działa 114 mm i wyrzutnie pocisków Sea Cat a w ich miejsce zainstalowano wyrzutnię pocisków przeciwlotniczych Sea Wolf i przeciwokrętowych Exocet.